# Margrit Klinger
Margrit Klinger (* 22. Juni 1960 in Hönebach, Hessen) ist eine ehemalige deutsche Leichtathletin und Olympiateilnehmerin. Ihr größter sportlicher Erfolg war der Gewinn der Bronzemedaille im 800-Meter-Lauf bei den Leichtathletik-Europameisterschaften 1982.

## Leben
Klinger wuchs als eines von sieben Geschwistern in Wildeck-Hönebach auf. Sie schloss eine Ausbildung als Fachgehilfin in Steuer- und Wirtschaftsfragen ab und ist seit 1979 in der Verwaltung des Kreiskrankenhauses in Bad Hersfeld tätig.
Klinger wohnt in Wildeck-Obersuhl.

## Karriere
Margrit Klinger war in den 1980er Jahren hauptsächlich im 800-Meter-Lauf erfolgreich.
Sie wurde in den Jahren 1980, 1981, 1982, 1984, 1985 und 1987 Deutsche Meisterin im 800-Meter-Lauf, 1984 auch Deutsche Meisterin im 1500-Meter-Lauf.
Beim Gewinn der Bronzemedaille im 800-Meter-Lauf im Rahmen der Leichtathletik-Europameisterschaften 1982 lief sie mit einer Zeit von 1:57,22 min einen neuen deutschen Rekord. Im Verlauf der Leichtathletik-Weltmeisterschaften 1983 belegte Margrit Klinger Platz vier in 1:58,11 min, beim Europa-Cup-Finale 1983 wurde sie Dritte.
Im folgenden Jahr startete sie bei den Olympischen Spielen in Los Angeles und erreichte dort über 800 Meter den siebten Platz.
Margrit Klinger gehörte dem Sportverein TV Obersuhl an. In ihrer Wettkampfzeit war sie 1,67 m groß und 55 kg schwer.

## Persönliche Bestleistungen
- 800 Meter: 1:57,22 min, Athen, 1982
- 1500 Meter: 4:02,66 min, Köln, 1983